# Kulbhushan Kharbanda
 (novembre 2020).
Si vous disposez d'ouvrages ou d'articles de référence ou si vous connaissez des sites web de qualité traitant du thème abordé ici, merci de compléter l'article en donnant les références utiles à sa vérifiabilité et en les liant à la section « Notes et références ».
Kulbhushan Kharbanda (hindi : कुलभूषण खरबंदा) est un acteur indien né à Mumbai le 21 octobre 1944. 

## Biographie
Il a suivi les cours du Film and Television Institute of India, École nationale de théâtre de Pune. 
Il tourne son premier film Jadu Shankh Ka en [1974]. Il compte parmi les nouveaux acteurs indiens des années 1970-1980, décennie marquée par l’apparition de films engagés auxquels Kulbhushan Kharbanda a participé en tournant sous la direction de Shyam Benegal. 
Il a joué dans la trilogie de Deepa Mehta : Fire (1996), Earth (1998) et Water (2005). 
De plus, Kharbanda est un acteur acclamé par la critique qui joue dans le cinéma international. 

## Récompenses
International Indian Film Academy 2002
Kulbhushan Kharbanda a été nommé pour son second rôle dans le film Lagaan : Once Upon a Time in India  réalisé en 2001. 

## Filmographie
- 1974 : Jadu Ka Shankh
- 1975 : Nishant
- 1976 : Manthan
- 1977 : Bhumika: The Role
- 1977 : Godhuli
- 1978 : Junoon
- 1979 : Sampark
- 1979 : Solva Sawan
- 1980 : Shaan
- 1980 : Bambai Ka Maharaja
- 1980 : Bulundi
- 1980 : Chann Pardesi
- 1981 : Shama
- 1981 : Silsila
- 1981 : Chakra
- 1981 : Kalyug
- 1981 : Nakhuda
- 1982 : Arth
- 1982 : Swami Dada
- 1982 : Shakti
- 1982 : Prem Rog
- 1982 : Aparoopa
- 1982 : Ucha Dar Babe Nanak Da
- 1983 : Do Gulab
- 1983 : Ek Baar Chale Aao
- 1983 : Mandi
- 1984 : Manzil Manzil
- 1984 : Duniya
- 1984 : Utsav
- 1984 : Andhi Gali
- 1985 : Geraftaar
- 1985 : Trikal (Past, Present, Future)
- 1985 : Surkhiyaan (The Headlines)
- 1985 : Ram Teri Ganga Maili
- 1985 : Zabardast
- 1985 : Zamana
- 1985 : Lava
- 1985 : Ghulami
- 1986 : Ek Chadar Maili Si
- 1986 : Janbaaz
- 1986 : Mohabbat Ki Kasam
- 1986 : New Delhi Times
- 1986 : Sheela
- 1987 : Uttar Dakshin
- 1987 : Jaan Hatheli Pe
- 1987 : Marte Dam Tak
- 1987 : Susman
- 1987 : Vishaal
- 1988 : Paap Ko Jalaa Kar Raakh Kar Doonga
- 1988 : Trinetrudu
- 1988 : Hum To Chale Pardes
- 1988 : Waaris
- 1988 : Veerana
- 1988 : Hum Farishte Nahin
- 1988 : Mera Muqaddar
- 1988 : Yateem
- 1989 : Oonch Neech Beech
- 1989 : Batwara
- 1989 : Joshilaay
- 1989 : Aparanher Alo
- 1989 : Hathyar
- 1989 : Main Tera Dushman
- 1990 : Pratibandh
- 1990 : Sailaab
- 1990 : Ghayal
- 1990 : Awwal Number
- 1990 : Gunahon Ka Devta
- 1990 : Jeene Do
- 1990 : Pyaar Ka Toofan
- 1990 : Veeru Dada
- 1991 : Banjaran
- 1991 : Henna
- 1991 : Ayee Milan Ki Raat
- 1991 : Farishtay
- 1991 : Vishnu-Devaa
- 1991 : Antarnaad
- 1991 : Sam & Me
- 1992 : Anaam
- 1992 : Bekhudi
- 1992 : Jo Jeeta Wohi Sikandar
- 1992 : Sahebzaade
- 1992 : Yudhpath
- 1992 : Mere Sajana Saath Nibhana
- 1992 : Siyasat
- 1993 : Izzat Ki Roti
- 1993 : Shaktiman
- 1993 :  1993 : Damini - Lightning
- 1993 : Antim Nyay
- 1993 : Ek Hi Raasta
- 1993 : Game
- 1993 : Mahakaal
- 1994 : Vaade Iraade
- 1994 : Mohra
- 1994 : Dilbar
- 1994 : Insaaf Apne Lahoo Se
- 1994 : Tejasvini
- 1995 : Angrakshak
- 1995 : Kalyug Ke Avtaar
- 1995 : Veergati
- 1995 : Sarhad: The Border of Crime
- 1995 : Coolie No. 1
- 1995 : Baazi
- 1995 : Param Vir Chakra
- 1995 : Andaz
- 1995 : Maa Ki Mamta
- 1995 : Zameen Aasmaan
- 1996 : Maachis
- 1996 : Fire
- 1996 : Krishna
- 1996 : Loafer
- 1996 : Nirbhay
- 1997 : Mere Sapno Ki Rani
- 1997 : Yes Boss
- 1997 : Zameer: The Awakening of a Soul
- 1997 : Border
- 1997 : Dil Ke Jharoke Main
- 1997 : Gupt: The Hidden Truth
- 1998 : Soldier
- 1998 : Earth
- 1998 : Maharaja
- 1998 : Angaaray
- 1998 : Major Saab
- 1998 : Aakrosh: Cyclone of Anger
- 1998 : China Gate
- 1998 : Guru Gobind Singh
- 1999 : Dillagi
- 1999 : Pyaar Koi Khel Nahin
- 1999 : Hote Hote Pyar Hogaya
- 1999 : Mahaul Theek Hai
- 1999 : Hu Tu Tu
- 2000 : Refugee
- 2000 : Hera Pheri
- 2000 : Badal
- 2000 : Pukar
- 2000 : Bulandi
- 2000 : Mela
- 2001 : Monsoon Wedding
- 2001 : Lagaan: Once Upon a Time in India
- 2001 : Mitti
- 2002 : Bollywood/Hollywood
- 2002 : Mulaqaat
- 2003 : Taj Mahal: A Monument of Love
- 2003 : Hawayein
- 2003 : Basti
- 2003 : Chori Chori
- 2003 : Qayamat: City Under Threat
- 2003 : Ek Hindustani
- 2003 : Pinjar
- 2004 : Garv: Pride and Honour
- 2004 : I... Proud to Be an Indian
- 2004 : Agni Pankh
- 2005 : Water
- 2005 : Netaji Subhas Chandra Bose: The Forgotten Hero
- 2005 : Zameer
- 2006 : Umrao Jaan
- 2006 : Lage Raho Munna Bhai
- 2006 : Fight Club: Members Only
- 2007 : Manorama Six Feet Under
- 2008 : EMI
- 2008 : Ru-Ba-Ru
- 2008 : Jodhaa Akbar
- 2008 : Tulsi: Matro Demo Bhava
- 2009 : Aloo Chaat
- 2014 : Haider
- 2015 : Brothers